# Benjamin Wilson
Benjamin Wilson (n. 21 iunie 1721, Leeds, Anglia, Regatul Marii Britanii – d. 6 iunie 1788, Londra, Regatul Marii Britanii) a fost un pictor, printmaker și om de știință (filozof natural) britanic.